# ウチョウランの個体変異と園芸品種
ウチョウランの個体変異と園芸品種
日本の伝統園芸では異種間交配を嫌う傾向があり、同一種内における変異個体同士の選別・交配によって育種が進められる。ウチョウランの場合も、亜種間交配こそ盛んであるが種としてはウチョウランに限定されており、洋ランのような異種間交配はほとんど行なわれていない。
初期には野生個体群から発見された変異個体を元に育種が進められていたが、近年では人工繁殖個体の中から新しい形質が選別されるようになり、それらの変異個体同士の交配によって新品種が次々と発表されている、中には基本種と同一種だとは思えない、変化アサガオを連想させる多重変異個体も作出されてきている。
（以下概略。要加筆修正）

## 野生で発見された変異
純白花（じゅんぱくか）
アントシアニンの生合成能力を欠く。植物体全体から赤みが消え花粉塊は黄色い。メンデルの優劣の法則どおりに劣性遺伝する。
紅一点花（こういってんか）
基本種では唇弁に複数の小さな斑紋があるが、この変異個体は大きな斑紋が1個だけある。劣性遺伝。
白紫点花（しろしてんか）
純白花と同様の白い花だが、唇弁の斑紋のみが基本種と同様に出現する。劣性遺伝。
無点花（むてんか）
上記と逆に、地色は発色するが斑紋が消失する。
連舌花（れんぜつか）
基本種は唇弁に切れ込みがあって3裂するが、この変異では切れ込みが無く、いわゆる「一枚舌」になる。この形質の遺伝には複数の因子が関与しているようで、まったく切れ込みのないものから基本種に近いものまで連続した変異がある。
斑紋花（はんもんか）
唇弁に斑紋のある個体の総称。基本種も斑紋花の範疇に含まれるが、斑紋の形状や数などに特徴がある場合に、この名で呼ぶことが多い。
黄花・桃花・赤花（きばな・ももばな・あかばな）
野生黄花は黄色というよりクリームイエローに近い。桃・赤も基本種と色調が異なる程度であるが、その後の交配選別により、鮮明な花色に改良されつつある。
まだら紫鳳花（まだらしほうか）
淡色の地色で、不規則な赤い斑点が多数出現する。斑点の数や形は花ごとに異なり、トランスポゾンなど特殊な要因の関与が考えられる。
咲き分け（さきわけ）
花ごとに違う色になるか、あるいは一つの花の中で色調の異なった部分を生じ、花ごとにその比率が異なる。まだら紫鳳花も咲き分けの一種とする場合がある。
この他にも花の大きさと数、草丈の高低など多数の野生選別形質があるが、多くの場合は複数の遺伝子が関与しているようで、交配に使用した親個体によって後代の表現形質に差異が生ずる。

## 栽培品種群

### 花の変異
白地一点花（しろじいってんか）または白一点花（しろいってんか）
紅一点花と白紫点花の交配によって作出された二重劣性品種。近年は斑紋の色調の濃淡によって白地の桃一点花・赤一点花・紫一点花・黒紫一点花などに細分される。
仁王系（におうけい）
唇弁が大きくなる野生選別個体「仁王」の交配に由来する大輪系統、またはそれと類似した外見をもつ交配品種群。唇弁の縁がフリルのように波打つことが多い。
虹系（にじけい）
唇弁の辺縁近くが紅紫色で、唇弁中央が白に近い淡色。唇弁にグラデーションをかけたような独特の発色が虹にたとえられたもの。名称は初期の人工交配銘品「虹」に由来するが、現在は「虹」と無関係の品種でも類似の色調のものはすべて虹系と呼ばれている。

### 変化花
獅子咲き（ししざき）
側萼片の下部が唇弁化したもの。
兜咲き（かぶとざき）
花弁に唇弁化の傾向が見られるもの。完全に唇弁化した場合は三蝶咲き（さんちょうざき）と呼ぶ。
子宝咲き（こだからざき）
花の中からさらに蕾が出て、それを繰り返して複雑な形状になるもの。
穂咲き（ほざき）
八重咲き（やえざき）
この他、表現しにくい特殊な形状に変化した品種も多数ある。

### 葉芸品
斑入り
烏葉（からすば）
植物体にアントシアニン系色素が強く発色し、赤紫色を呈する個体。
菊葉（きくば）
茎の上部の葉が部分的に花弁化した品種。生育障害をおこしやすい。
カール葉

## 著名品種
「仁王」（におう）
栃木県産、昭和50年発見。
「虹」（にじ）
ぼかし花の「翁」の交配実生。片親はサツマチドリ「白蓮」と言われているが、交配記録が作られていない。昭和61年発表。
「初雪」（はつゆき）
栃木県産、昭和50年代発見。斑紋の数が多くて目立つ。産地の個体群の中ではそれほど特殊な花とは言えないが、全国的に見れば特異な斑紋表現である。特にこの個体は命名発表されたことで交配親として多用された。後代の実生、あるいは類似の斑紋表現をする個体は「初雪系」と呼ばれることがある。
「紫鳳」
山梨県産、昭和59年発見。
「火の鳥」（ひのとり）
ヒナチドリの紅一点花「極」とウチョウラン紅一点花の人工交配による、スズチドリ紅一点花。種間交雑種であるが例外的に人気がある。